# Samuel Okwaraji
Samuel Sochukwuma Okwaraji (19 de mayo de 1964 - 12 de agosto de 1989) fue un futbolista profesional que jugó internacionalmente para Nigeria. Nació en Orlu, Okwaraji tuvo una carrera en Europa la cual incluyó el jugar para los clubes Dinamo Zagreb, VfB Stuttgart y SSV Ulm. En su corto lapso con el Dinamo Zagreb, Samuel marcó 3 goles en un partido amistoso contra el Budućnost Hodošan. El partido se jugó el 30 de abril de 1986, y el Dinamo Zagreb ganó 12 a 0. 
Okwaraji colapsó a diez minutos del final de un partido clasificatorio para el Mundial de 1990 ante Angola en Lagos y murió por insuficiencia cardíaca y congestiva. Una autopsia reveló que a los 24 años (o sea, un año atrás, en 1988) tuvo un extedimiento cardiaco, que le produjo una alta tensión sanguínea. La muerte repentina de este jugador fue similar a la de Marc-Vivien Foé 14 años más tarde.